# Olympische Sommerspiele 1964/Schwimmen – 100 m Freistil (Männer)
Der Schwimmwettkampf über 100 Meter Freistil der Männer bei den Olympischen Spielen 1964 in Tokio wurde am 11. und 12. Oktober ausgetragen. Der US-Amerikaner Don Schollander wurde Olympiasieger. Silber ging an Robert McGregor aus dem Vereinigten Königreich und Bronze an den Deutschen Hans-Joachim Klein.

## Rekorde
Vor Beginn der Olympischen Spiele waren folgende Rekorde gültig.
| Weltrekord         | 52,9 s | Alain Gottvallès | Budapest, Ungarn | 13. September 1964 |
| Olympischer Rekord | 55,2 s | John Devitt      | Rom, Italien     | 27. August 1960    |
| Olympischer Rekord | 55,2 s | Lance Larson     | Rom, Italien     | 27. August 1960    |

Folgende neue Rekorde wurden aufgestellt:
| Olympischer Rekord | 54,0 s | Gary Ilman      | Vorlauf 1    |
| Olympischer Rekord | 53,9 s | Gary Ilman      | Halbfinale 1 |
| Olympischer Rekord | 53,4 s | Don Schollander | Finale       |

## Ergebnisse

### Vorläufe
Die 24 schnellsten Athleten aller Läufe qualifizierten sich für das Halbfinale.
Lauf 1
| Rang | Athlet            | Nation             | Zeit       | Anm. |
| ---- | ----------------- | ------------------ | ---------- | ---- |
| 1    | Gary Ilman        | Vereinigte Staaten | 54,0 s     | OR   |
| 2    | Gérard Gropaiz    | Frankreich         | 55,8 s     |      |
| 3    | Athos de Oliveira | Brasilien          | 56,0 s     |      |
| 4    | Bruno Bianchi     | Italien            | 56,8 s     |      |
| 5    | Vinus van Baalen  | Niederlande        | 56,8 s     |      |
| 6    | Ralph Hutton      | Kanada             | 57,7 s     |      |
| 7    | Kim Bong-jo       | Südkorea           | 1:01,2 min |      |

Lauf 2
| Rang | Athlet                | Nation             | Zeit   | Anm. |
| ---- | --------------------- | ------------------ | ------ | ---- |
| 1    | Mike Austin           | Vereinigte Staaten | 54,9 s |      |
| 2    | David Dickson         | Australien         | 55,1 s |      |
| 3    | Jean-Pascal Curtillet | Frankreich         | 56,2 s |      |
| 4    | Matti Kasvio          | Finnland           | 56,3 s |      |
| 5    | Álvaro Pires          | Brasilien          | 56,8 s |      |
| 6    | Téodoro Capriles      | Venezuela          | 57,2 s |      |
| 7    | Tan Thuan Heng        | Malaysia           | 58,7 s |      |

Lauf 3
| Rang | Athlet               | Nation      | Zeit   | Anm. |
| ---- | -------------------- | ----------- | ------ | ---- |
| 1    | Per-Ola Lindberg     | Schweden    | 55,1 s |      |
| 2    | Pietro Boscaini      | Italien     | 55,8 s |      |
| 3    | Tadaharu Goto        | Japan       | 55,8 s |      |
| 4    | Luis Nicolao         | Argentinien | 56,1 s |      |
| 5    | José Miguel Espinosa | Spanien     | 57,4 s |      |
| 6    | Herlander Ribeiro    | Portugal    | 59,0 s |      |
| 7    | Somchai Limpichat    | Thailand    | 59,8 s |      |

Lauf 4
| Rang | Athlet               | Nation      | Zeit       | Anm. |
| ---- | -------------------- | ----------- | ---------- | ---- |
| 1    | Hans-Joachim Klein   | Deutschland | 55,3 s     |      |
| 2    | Peter Phelps         | Australien  | 56,1 s     |      |
| 3    | Lester Eriksson      | Schweden    | 56,2 s     |      |
| 4    | Juri Sumzow          | Sowjetunion | 56,3 s     |      |
| 5    | François Simons      | Belgien     | 56,8 s     |      |
| 6    | Carlos van der Maath | Argentinien | 57,5 s     |      |
| 7    | Nguyễn Ðình Lê       | Südvietnam  | 1:01,1 min |      |

Lauf 5
| Rang | Athlet          | Nation             | Zeit   | Anm. |
| ---- | --------------- | ------------------ | ------ | ---- |
| 1    | Don Schollander | Vereinigte Staaten | 54,3 s |      |
| 2    | Yukiaki Okabe   | Japan              | 54,4 s |      |
| 3    | Uwe Jacobsen    | Deutschland        | 55,6 s |      |
| 4    | Petr Lohnický   | Tschechoslowakei   | 56,4 s |      |
| 5    | Gerhard Wieland | Österreich         | 56,8 s |      |
| 6    | Antonio Pérez   | Spanien            | 57,8 s |      |
| 7    | Mauri Fonseca   | Brasilien          | 59,6 s |      |

Lauf 6
| Rang | Athlet             | Nation      | Zeit   | Anm. |
| ---- | ------------------ | ----------- | ------ | ---- |
| 1    | Alain Gottvallès   | Frankreich  | 55,2 s |      |
| 2    | Daniel Sherry      | Kanada      | 55,2 s |      |
| 3    | John Ryan          | Australien  | 55,5 s |      |
| 4    | Horst Löffler      | Deutschland | 55,6 s |      |
| 5    | Wladimir Schuwalow | Sowjetunion | 55,9 s |      |
| 6    | Georges Welbes     | Luxemburg   | 58,6 s |      |
| 7    | Hannu Vaahtoranta  | Finnland    | 58,7 s |      |
| 8    | Gudmunður Gíslason | Island      | 59,0 s |      |

Lauf 7
| Rang | Athlet          | Nation         | Zeit       | Anm. |
| ---- | --------------- | -------------- | ---------- | ---- |
| 1    | Gyula Dobay     | Ungarn         | 55,8 s     |      |
| 2    | Tatsuo Fujimoto | Japan          | 55,8 s     |      |
| 3    | Sandy Gilchrist | Kanada         | 55,8 s     |      |
| 4    | Gert Kölli      | Österreich     | 56,5 s     |      |
| 5    | David Haller    | Großbritannien | 57,7 s     |      |
| 6    | Bertus Sitters  | Niederlande    | 58,1 s     |      |
| 7    | Luis Paz        | Peru           | 58,5 s     |      |
| 8    | Robert Loh      | Hongkong       | 1:00,4 min |      |

Lauf 8
| Rang | Athlet           | Nation           | Zeit   | Anm. |
| ---- | ---------------- | ---------------- | ------ | ---- |
| 1    | Ron Kroon        | Niederlande      | 55,5 s |      |
| 2    | Jindřich Vágner  | Tschechoslowakei | 55,5 s |      |
| 3    | Bob Lord         | Großbritannien   | 55,7 s |      |
| 4    | József Gulrich   | Ungarn           | 56,3 s |      |
| 5    | Tuomo Hämäläinen | Finnland         | 57,6 s |      |
| 6    | Salvador Ruiz    | Mexiko           | 58,8 s |      |
| 7    | Pano Capéronis   | Schweiz          | 58,9 s |      |

Lauf 9
| Rang | Athlet              | Nation         | Zeit       | Anm. |
| ---- | ------------------- | -------------- | ---------- | ---- |
| 1    | Robert McGregor     | Großbritannien | 54,7 s     |      |
| 2    | Bengt Nordwall      | Schweden       | 55,6 s     |      |
| 3    | Wiktor Semtschenkow | Sowjetunion    | 56,2 s     |      |
| 4    | Sergio De Gregorio  | Italien        | 56,8 s     |      |
| 5    | Antal Száll         | Ungarn         | 56,8 s     |      |
| 6    | Phan Hữu Dong       | Südvietnam     | 1:01,1 min |      |
| 7    | Celestino Pérez     | Puerto Rico    | 1:01,3 min |      |
| 8    | Heidar Shonjani     | Iran           | 1:02,1 min |      |

### Halbfinale
Die acht schnellsten Athleten aller Läufe qualifizierten sich für das Finale.
Lauf 1
| Rang | Athlet          | Nation             | Zeit   | Anm. |
| ---- | --------------- | ------------------ | ------ | ---- |
| 1    | Gary Ilman      | Vereinigte Staaten | 53,9 s | OR   |
| 2    | Mike Austin     | Vereinigte Staaten | 54,3 s |      |
| 3    | Yukiaki Okabe   | Japan              | 55,2 s |      |
| 4    | Daniel Sherry   | Kanada             | 55,5 s |      |
| 5    | Tadaharu Goto   | Japan              | 55,6 s |      |
| 6    | Ron Kroon       | Niederlande        | 55,7 s |      |
| 7    | Horst Löffler   | Deutschland        | 56,0 s |      |
| 8    | Pietro Boscaini | Italien            | 56,1 s |      |

Lauf 2
| Rang | Athlet           | Nation             | Zeit   | Anm. |
| ---- | ---------------- | ------------------ | ------ | ---- |
| 1    | Don Schollander  | Vereinigte Staaten | 54,0 s |      |
| 2    | Alain Gottvallès | Frankreich         | 54,3 s |      |
| 3    | Uwe Jacobsen     | Deutschland        | 54,8 s |      |
| 4    | Per-Ola Lindberg | Schweden           | 55,1 s |      |
| 5    | Jindřich Vágner  | Tschechoslowakei   | 55,5 s |      |
| 6    | Gérard Gropaiz   | Frankreich         | 55,7 s |      |
| 7    | Sandy Gilchrist  | Kanada             | 56,4 s |      |
| 8    | Bob Lord         | Großbritannien     | 56,5 s |      |

Lauf 3
| Rang | Athlet             | Nation         | Zeit   | Anm. |
| ---- | ------------------ | -------------- | ------ | ---- |
| 1    | Robert McGregor    | Großbritannien | 54,3 s |      |
| 2    | Hans-Joachim Klein | Deutschland    | 54,4 s |      |
| 3    | Gyula Dobay        | Ungarn         | 54,8 s |      |
| 4    | David Dickson      | Australien     | 54,9 s |      |
| 5    | Tatsuo Fujimoto    | Japan          | 55,8 s |      |
| 6    | Wladimir Schuwalow | Sowjetunion    | 55,8 s |      |
| 7    | Bengt Nordwall     | Schweden       | 56,4 s |      |
| 8    | John Ryan          | Australien     | 56,5 s |      |

### Finale
| Rang | Athlet             | Nation             | Zeit   | Anm. |
| ---- | ------------------ | ------------------ | ------ | ---- |
| 1    | Don Schollander    | Vereinigte Staaten | 53,4 s | OR   |
| 2    | Robert McGregor    | Großbritannien     | 53,5 s |      |
| 3    | Hans-Joachim Klein | Deutschland        | 54,0 s |      |
| 4    | Gary Ilman         | Vereinigte Staaten | 54,0 s |      |
| 5    | Alain Gottvallès   | Frankreich         | 54,2 s |      |
| 6    | Mike Austin        | Vereinigte Staaten | 54,5 s |      |
| 7    | Gyula Dobay        | Ungarn             | 54,9 s |      |
| 8    | Uwe Jacobsen       | Deutschland        | 56,1 s |      |